# Heuweiler

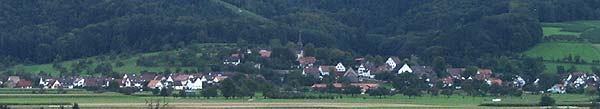
Heuweiler widziane z Denzlingen

Heuweiler – miejscowość i gmina w Niemczech, w kraju związkowym Badenia-Wirtembergia, w rejencji Fryburg, w regionie Südlicher Oberrhein, w powiecie Breisgau-Hochschwarzwald, wchodzi w skład wspólnoty administracyjnej Gundelfingen. Leży ok, 7 km na północ od centrum Fryburga Bryzgowijskiego.